# 바람 같은 사나이
"바람 같은 사나이"(Man of Wind)는 한국에서 제작된 임권택 감독의 1968년 드라마 영화이다. 신영균 등이 주연으로 출연하였고 곽정환 등이 제작에 참여하였다.

## 출연

### 주연
- 신영균
- 남정임
- 백영민
- 서영춘
- 허장강

## 기타
- 조명: 고해진
- 미술: 홍성칠